# Титанат натрия
Титанат натрия — неорганическое соединение,
соль натрия и метатитановой кислоты с формулой Na2TiO3,
бесцветные кристаллы.

## Получение
- Сплавление диоксида титана и едкого натра:

{\displaystyle {\mathsf {2NaOH+TiO_{2}\ {\xrightarrow {500^{o}C}}\ Na_{2}TiO_{3}+H_{2}O}}}

## Физические свойства
Титанат натрия образует бесцветные кристаллы нескольких модификаций:
- кубическая сингония, параметры ячейки a = 0,760 нм, Z = 6;
- тригональная сингония, пространственная группа R 3, параметры ячейки a = 1,3927 нм, c = 0,7676 нм;
- моноклинная сингония, параметры ячейки a = 1,3021 нм, b = 1,3922 нм, c = 0,9526 нм, β = 95,539°;
- моноклинная сингония, пространственная группа C 2/c, параметры ячейки a = 0,9885 нм, b = 0,64133 нм, c = 0,55048 нм, β = 115,50°, Z = 4 [1].